# Frostee Rucker
Frostee Lynn Rucker (Tustin, 14 settembre 1983) è un ex giocatore di football americano statunitense che ha militato nel ruolo di defensive lineman nella National Football League.

## Carriera

### Cincinnati Bengals
Rucker fu scelto dai Cincinnati Bengals nel corso del terzo giro (91º assoluto) del Draft NFL 2006. La sua stagione da rookie la passò interamente in lista infortunati. L'anno seguente giocò negli special team e sporadicamente in difesa. Nell'ultima partita di campionato partì come titolare contro i Miami Dolphins mettendo a segno 5 tackle.
Nel 2008 Rucker disputò 11 partite, di cui 4 come titolare, concludendo con 24 placcaggi, 2 fumble forzati e un passaggio deviato. Nel 2009 i Bengals vinsero la propria division e Rucker contribuì con 13 tackle e un intercetto ritornato per 26 yard. L'anno seguente ebbe 17 tackle, un sack e un passaggio deviato. Nel 2011 fece registrare 44 tackle e 4 sack, guidando tutti i defensive end per blocchi in relazione alla percentuale di snap giocati.

### Cleveland Browns
Rucker firmò con i Cleveland Browns il 14 marzo 2012. Fu svincolato il 5 febbraio 2013.

### Arizona Cardinals
Rucker firmò con gli Arizona Cardinals il 21 marzo 2013.
Il 17 marzo 2017 Rucker rifirmò con i Cardinals.
Il 5 novembre 2017, nella settimana 9 contro i San Francisco 49ers, Rucker fu espulso per una rissa con Carlos Hyde. Per tale incidente fu multato di 9.115 dollari.

### Oakland Raiders
Il 12 giugno 2018 Rucker firmò con gli Oakland Raiders. Con essi passò l'ultima stagione da professionista.